# Henricus Mathijs
Henricus Mathijs (Brugge, ca. 1490 - Brussel, 29 juni 1565) ook Cornelius Henricus Mathijs of Henricus Matesius, was een Zuid-Nederlands lijfarts van keizer Karel V. 

## Levensloop
Rond 1525 was Mathijs arts in Pisa en genoot er van een vleiende reputatie. Terug in de Nederlanden, werd hij door keizer Karel benoemd tot lijfarts van Maria van Oostenrijk, gouvernante van de Nederlanden.
Toen keizer Karel abdiceerde en zich terugtrok in Spanje, volgde Mathijs hem, tot aan zijn overlijden. Pas was de keizer overleden, of hij vroeg onmiddellijk naar de Nederlanden te kunnen terugkeren. Hij was ongunstig gezien in de Spaanse hofhouding waar hem werd verweten dat hij ongewoon veel geld had verdiend. Niettemin werd hij, eenmaal terug in Brussel, door koning Filips II bedankt voor de activiteiten die hij had bij de keizer en bij de gouvernante. Hij werd voortaan de arts van de voorname families in de Nederlanden.
In 1565 overleed hij aan de gevolgen van een val van zijn paard, terwijl hij patiënten ging bezoeken. Hij werd begraven in de Sint-Goedelekerk.

## Publicatie
- Auctuarii Joannis Zachariae filii de methodo medendi libri sex, Venetië, 1554, Parijs, 1556
- een werk over de aforismen van Hippocrates.

## Voetnoot
1. ↑  Misschien samen met een arts genaamd Cornelius, maar het kan ook om een verwarring gaan met de tweede voornaam waarmee hij door het leven ging.